# Lista de personagens de Assassin's Creed

Uma ilustração de alguns dos personagens protagonistas da série Assassin's Creed. Da esquerda para a direita: Adéwalé, Ratonhnhaké:ton, Arno Dorian, Altaïr Ibn-LaʼAhad, Evie Frye, Bayek, Kassandra, Alexios, Amunet, Jacob Frye, Ezio Auditore, Edward Kenway, Aveline de Grandpré, Shay Cormac.

A franquia Assassin's Creed, que consiste basicamente em uma série de jogos eletrônicos furtivos de ação e aventura de mundo aberto publicados pela Ubisoft, apresenta um extenso elenco de personagens em sua ficção histórica e narrativas baseadas em ficção científica. A série também abrange uma ampla variedade de mídias fora dos jogos eletrônicos, incluindo romances, histórias em quadrinhos, jogos de tabuleiro, filmes de animação, um filme de ação live-action e uma próxima série de televisão para a Netflix. A série apresenta personagens originais entrelaçados com eventos e figuras históricas do mundo real e é centrada em uma luta milenar fictícia pela paz entre a Irmandade dos Assassinos, inspirada pela Ordem dos Assassinos da vida real, luta por livre arbítrio e personifica o conceito de caos; e a Ordem dos Templários, inspirada pelos Cavaleiros Templários da vida real, desejam a paz por meio do controle e incorporam o conceito de ordem.
Este artigo descreve os principais personagens históricos e fictícios da série que aparecem nos jogos e na adaptação em forma de filme live-action. A maioria dos jogos eletrônicos da série Assassin's Creed tende a apresentar histórias autônomas ou independentes contadas em uma versão ficcional de civilizações históricas do mundo real, com pelo menos um personagem principal daquele cenário e período de tempo; a grande maioria desses personagens são membros dos Assassinos ou de uma organização relacionada em algum momento de suas vidas. Uma convenção estabelecida pelo primeiro jogo envolve o jogador experimentando a vida desses personagens como parte de uma simulação jogada por outro protagonista do jogo da era moderna, usando um dispositivo tecnológico conhecido como Animus que é desenvolvido pela Abstergo Industries, uma frente corporativa da Ordem dos Templários na era moderna.
Os primeiros cinco jogos da série principal apresentam Desmond Miles, um descendente direto de seus respectivos personagens principais que são membros de linhagens familiares que juraram lealdade aos Assassinos, como o protagonista dos dias modernos. Após os eventos de Assassin's Creed III, a Abstergo desenvolve uma versão mais avançada da tecnologia do Animus chamada Helix, que é capaz de explorar as memórias genéticas de qualquer indivíduo histórico usando suas amostras de DNA sem depender do usuário do Animus ser um descendente direto destes indivíduos. De Assassin's Creed IV: Black Flag a Assassin's Creed Syndicate, o jogador assume o controle de um analista de pesquisa não identificado que trabalha para o ramo de entretenimento da Abstergo ou da Irmandade; o analista pretende ser a personificação do jogador no universo de Assassin's Creed. De Assassin's Creed Origins a Assassin's Creed Valhalla, a protagonista é Layla Hassan, uma ambiciosa ex-funcionária da Abstergo Industries que desenvolveu uma versão portátil da tecnologia do Animus e é recrutada para a Irmandade dos Assassinos por William Miles, o pai de Desmond Miles em Origins.

## Era Moderna

### Daniel Cross
É o protagonista dos quadrinhos Assassin's Creed: The Fall. Raptado pela Abstergo em sua infância, Daniel foi transformado em um agente dormente por Warren Vidic, com o objetivo de assassinar o grão-mestre da Ordem dos Assassinos, tendo sua memória apagada, sendo abandonado pela Abstergo e criado por um casal de fazendeiros. Daniel se torna um violento alcoólatra viciado em drogas devido a alucinações frequentes sobre um assassino da era vitoriana chamado Nikolai Orelov. Porém ele muda quando encontra Hannah Mueller, uma assassina que o introduz na Ordem dos Assassinos.
Com a ajuda de Hannah, Daniel visita os esconderijos dos assassinos espalhados pelo mundo à procura do Mentor; isto, até uma noite em que um homem encapuzado invade seu apartamento e aplica algo em Daniel, fazendo-o desmaiar. Ao acordar, ele está em Dubai, no esconderijo do Mentor. Mas, ao ser presenteado com uma Lâmina Escondida, uma emblemática arma dada aos assassinos, em um impulso, ele corta a garganta do Mentor. Ao relembrar de toda sua vida, Daniel foge para uma filial da Abstergo sediada na Filadélfia. Lá, ele revela a posição de todos os acampamentos de assassinos que visitou, o que resultou em um ataque chamado de O Grande Expurgo, no qual a maior parte dos assassinos foi eliminada. Com isso, Daniel se torna um Mestre Templário e recebe a missão de matar William Miles, o novo grão-mestre da Ordem dos Assassinos.

### Desmond Miles
(dublado por Nolan North)
É o protagonista dos principais jogos da série. (1987-2012), ele cresceu em um esconderijo da Ordem dos Assassinos sitiado em Black Hills (chamado de "A Fazenda"). Lá ele cresceu isolado do mundo, recebendo treinamentos para se tornar um assassino. Porém, aos 16 anos, ele fugiu cansado de seus pais repressivos e a impossibilidade de sair da instalação, além do desejo de conhecer o resto do mundo. Com isso, ele foi para Nova Iorque, onde se tornou um barman em um clube noturno onde foi capturado pela empresa templária Abstergo, que revive o passado de seu ancestral Altair Ibn-la Ahad, mais tarde foge com Lucy Stillman para um local secreto onde estudam sobre Ezio Auditore da Firenze, onde são descobertos pelo doutor Warren Vidc e fogem para Monterrigione onde estudam mais sobre Ezio. Lá Desmond fica preso no Animus e revive mais uma vez o resto da vida de Ezio. Onde é revelada a localização do templo secreto da Primeira civilização onde revive as memórias de seu ancestral Connor onde lá o seu corpo descansa eternamente e Abstergo tira seus rins para usarem em sua empresa e reviver as memórias de seus ancestrais, mas ninguém sabe se Desmond realmente morreu pois quando isso aconteceu ele possuía a maçã do Éden. Ele é descendente da linhagem de assassinos composta por Aquilus, Altaïr ibn-La'Ahad, Ezio Auditore da Firenze, Edward Kenway, Haytham Kenway e Connor Kenway.

### Lucy Stillman
(dublada por Kristen Bell)
Era uma talentosa assassina estudante de ciência cognitiva que, após ser rejeitada em vários empregos, foi contratada pela Indústrias Abstergo, que desconhecia sua afiliação com a Ordem dos Assassinos. Ela aceitou o emprego a fim de ajudar a desenvolver o Projeto Animus junto com Warren Vidic e reportar as atividades dos templários aos assassinos. Depois de três anos, com a captura de Desmond Miles, a 17ª cobaia do projeto, ela se revelou uma assassina e o ajudou a fugir para um esconderijo supervisionado por ela e seus companheiros Shaun Hastings e Rebecca Crane, onde, com o uso do Animus 2.0, procuraram pela Maçã do Éden, um dos Pedaços do Éden, para impedir os templários de instaurar um Nova Ordem Mundial.
Porém, os templários encontraram seu esconderijo e, com isso, eles fugiram para Monteriggioni, onde se esconderam até descobrirem a localização do artefato. Com isso, o grupo de assassinos vai para o Coliseu de Roma, onde encontram um cofre com a Maçã do Éden. Porém, Juno, uma das habitantes da primeira civilização, toma controle do corpo de Desmond e o força a esfaquear Lucy, dizendo que "a balança deve ser equilibrada". Com sua morte, ela é enterrada em um pequeno cemitério em Roma; porém, mais tarde, em um coma induzido por Juno, Desmond descobre que Lucy, na verdade, havia se tornado uma templária nos anos em que trabalhou na Abstergo e que, por isto, Juno forçou-o a matá-la.

### Rebecca Crane
(dublada por Eliza Schneider)
É uma Alegre e otimista assassina. Antes de se juntar à Ordem dos Assassinos, ela era uma assídua praticante de esportes radicais. Porém, devido a um acidente, ela abandonou os esportes, adotando os computadores como seu novo hobbie, adquirindo uma grande habilidade com programação. Pouco tempo depois de ser contactada pelo assassinos, ela foi responsável pelo recrutamento de Shaun Hastings.
Mais tarde, ela foi encarregada de ajudar Clay Kaczmarek a se infiltrar na sede da Indústrias Abstergo. Passados sete anos com a morte de Clay e fuga de Lucy Stillman e Desmond Miles da Abstergo, ela obteve acesso aos dados do Projeto Animus, usando-os para criar o Animus 2.0 - o qual ela se refere por bebê. Com isso ela entra para a equipe dos assassinos, provendo suporte técnico ao grupo.

### Shaun Hastings
(dublado por Danny Wallace)
É um cínico, arrogante e pessimista assassino. Originário da Inglaterra, Shaun sempre foi fascinado por história e teorias conspiratórias, o que o levou a descobrir sobre os templários modernos e a Indústrias Abstergo. Isso colocou sua vida em risco, o que levou Rebecca Crane a recruta-lo para a Ordem dos Assassinos, a fim de protegê-lo. Mais tarde, com a fuga de Desmond Miles e Lucy Stillman da Abstergo, ele se juntou à equipe dos assassinos, ficando encarregado de fazer pesquisas e fornecer informações para a base de dados do Animus.

### Dr. Warren Vidic
(dublado por Philip Proctor)
É um cientista templário da Indústrias Abstergo e líder do Projeto Animus, onde deve investigar a localização dos Pedaços do Éden. Para isso, ele usa membros da Ordem dos Assassinos como cobaias no Animus. Uma de suas primeiras cobaias foi Daniel Cross, mas, seu maior avanço foi com Clay Kaczmarek, a Cobaia 16. Porém, devido aos grandes períodos de tempo conectado ao Animus, este ficou louco e se suicidou. Assim, com a ajuda de Lucy Stillman, ele encontrou Desmond Miles.
Quando adquiriu a localização dos Pedaços do Éden, Warren ordenou a morte de Desmond, mas, Lucy revelou-se uma assassina infiltrada e ajudou Desmond a fugir. Quando Vidic descobre a localização do esconderijo dos assassinos, ele invade o local, mas, Desmond derrota seus capangas, o que o obriga a recuar. Com isso, Vidic se dedica a recrutar novos templários, fazendo uso de seções do Animi (plural de Animus).

### William "Bill" Miles
(dublado por Nick Jameson e John de Lancie)
É o atual mentor da Ordem dos Assassinos, encarregado de manter contato entre os vários grupos de assassinos espalhados pelo mundo. Ele inicialmente trabalhava em um esconderijo isolado do mundo, sitiado em Black Hills, chamado de "A Fazenda", onde vivia com cerca de outros 30 assassinos, dentre eles seu filho Desmond Miles. Em 1998 ele foi escalado pela Ordem para investigar Daniel Cross, descendente do assassino russo Nikolai Orelov, mais tarde sendo introduzido na Ordem. Porém, em Novembro de 2000, Daniel assassinou o grão-mestre, revelando-se um templário e desestruturando toda a Ordem, o que levou à destruição a maior parte dos esconderijos dos assassinos, em um ataque chamado "O Grande Expurgo".
Com a Ordem em decadência, os assassinos restantes dividiram-se em pequenos grupos espalhados pelo mundo, o que acabou promovendo Bill ao cargo de grão-mestre. Em 2003, com a fuga de Desmond da "Fazenda", William saiu à procura do filho, mas, não obteve sucesso até 2012, quando Desmond foi raptado pelos templários das Indústrias Abstergo. Com a ajuda de Lucy Stillman, uma assassina infiltrada, Desmond fugiu da Abstergo e se juntou ao grupo de assassinos da Itália, com o qual William manteve contato por meio de Shaun Hastings. Quando Desmond entrou em um coma induzido por Juno, ele se juntou ao grupo dos assassinos, o que ajudou em sua recuperação.

## Era Romana

### Aquilus
Era um assassino galo-romano (desconhecido-259) da irmandade de Lugduno e ancestral de Desmond Miles.

## Era da Terceira Cruzada

### Al Mualim
Foi o Grão-mestre da Ordem dos Assassinos durante o período das cruzadas, mentor de todos os assassinos de Masyaf.

### Altaïr ibn-La'Ahad (1165–1257)
Era um assassino sírio da irmandade de Masyaf e ancestral de Desmond Miles que cortou um dedo anelar da mão esquerda pois foi estabelecido que a Hidden Blade pode ser usada sem a remoção do quarto dedo, e que o processo fazia parte de um antigo ritual em que todo Assassino deveria remover o quarto dedo para dar espaço á Hidden Blade, estabelecendo-o como um verdadeiro Assassino.
Altaïr se torna mestre Assassino e vai à Jerusalém com seus irmãos Malik e Kadar para pegar um tesouro desconhecido, do qual o Grão-Mestre Assassino, Al Mualim, achava importante (a Piece of Eden). Antes de localizar a sala onde estava o tesouro, Altaïr entende que, como mestre assassino, ele poderia fazer o que quisesse, mas, acaba matando um inocente (situação que não é permitida dentro da Ordem). Quando localizaram a sala onde estava a Piece of Eden, deparam-se com alguns templários, inclusive Robert de Sablè, grão-mestre templário. Altaïr tenta atacar Robert sem êxito, com este lançando Altaïr para fora da sala. Os templários matam Kadar e deixam Malik muito machucado. Altaïr é punido e condenado à morte pelo Grão-Mestre Assassino, Al Mualim, que, porém, mais tarde, dá-lhe uma chance de se redimir, mandando-o matar 9 templários importantes que trazem guerras. Após Altaïr matar o nono, Robert de Sablè, descobre que Al Mualim fazia parte dos dez alvos. Altaïr mata Al Mualim e vira o Grão-Mestre Assassino.

### Malik Al-Sayfrfr
Malik Al- Sayf (1165 - 1228) Era um membro da Ordem dos Assassinos na Síria durante a Alta Idade Média. Criado como um assassino, Malik aprendeu as artes de combate que colocavam medo nos corações de seus inimigos. Ele era um excelente espadachim e sempre muito dedicado a ordem, bem como uma figura carinhosa e madura para seu irmão, Kadar.

### Maria Thorpe
Era uma Inglesa rejeitada pela família por querer se tornar uma guerreira. Foi para Jerusalém com as Cruzadas onde foi pega como refém e aprendiz de Robert de Sáble. Quando Altair vai à procura de Robert de Sáble, Maria está em seu lugar em Jerusalém; após uma longa batalha com Altair, este questiona-a onde estaria Robert De Sable e a libera para seguir sua vida. Futuramente ele a reencontra sendo traída pelo Grão-Mestre Sucessor de Robert De Sable. Algum tempo depois, Altaïr Ibn-La'Ahad apaixona-se por Maria Thorpe e esta vira sua esposa (durante a época pós cruzadas).
- Maria tem 2 filhos com Altair.
- Fonte: Livro - Assassins creed, A Cruzada Secreta.

## Era da Renascença

### Cristina Vespucci
Cristina Vespucci (1459-1498) foi uma famosa cidadã Fiorentina que possuía inigualável beleza, sendo a modelo favorita de pintores, principalmente Botticelli, que a usou como modelo para vários de seus quadros. Foi o primeiro e verdadeiro amor do Assassino Italiano Ezio Auditore da Firenze. Era irmã do navegador italiano Amerigo Vespucci.

### Ezio Auditore da Firenze
Era um assassino italiano (1459 – 1524) da irmandade de Florença e ancestral de Desmond Miles. Viveu durante o renascimento, utilizando armas ocultas como a Hidden Blade e tendo a força como ponto forte, o que o fez ser conhecido como um assassino nato e de sangue frio. Foi o professor da assassina chinesa Shao Jun.

### Giovanni Auditore
Giovanni Auditore da Firenze (1436 - 1476) foi um florentino nobre, o chefe da família Auditore de Florença, e é um ancestral tanto de Clay Kaczmarek como Desmond Miles. Apesar de ter trabalhado ao lado da família Medici e ter sido o chefe do Banco Internacional Auditore, a verdadeira natureza de Giovanni como um assassino era conhecido apenas por uns poucos indivíduos. Criado e treinado junto com seu irmão Mario Auditore, desde o nascimento para ser um assassino, Giovanni tinha tido conhecimento da Ordem dos Templários por quase toda a sua vida.

### Manuel Paleólogo
Manuel Paleólogo (1455 - 1512) Foi um nobre bizantino, nascido como um herdeiro do trono do Império Bizantino. Em sua juventude, Manuel tornou-se associado e ingressou na Ordem dos Templários, alimentando as esperanças de restaurar o império perdido de sua família.

### Mario Auditore
Mario Auditore (1434 - 1500) Era um membro da Ordem dos Assassinos italianos, um condottiero (Mercenário ou Soldado alugado), e o governador de Monteriggioni de 1454 até sua morte. Tio de Ezio Auditore, Mario Auditore provou ser um Assassino com habilidades bem capazes, como no momento que ajudou Ezio a escapar de Roma.

### Nicolau Maquiavel
Nicolau Maquiavel (1469 - 1527) Foi um filósofo e escritor italiano, membro da Irmandade dos Assassinos Italianos. Considerado um dos principais fundadores da ciência política moderna, ele era um diplomata, filósofo político, músico e dramaturgo, mas acima de tudo, ele era um funcionário da República Florentina.

### Şehzade Ahmet
Ahmet (1465 - 1512) foi um príncipe Otomano, e o filho mais velho do Sultão Bajazeto II. Ele também era o irmão mais velho de Selim I e Korkut, e tio de Sulemão I; considerado o vilão da trama de AC Revelations.

### Sofia Sartor
Ezio e Sofia se encontram na Livraria de sua Família em Constantinopla, em busca de um dos livros contendo a localização das 5 chaves de Masyaf, no decorrer do jogo haverá missões com ela e Ezio irá se apaixonar por ela,se você comprar todos os livros do jogo haverá uma uma cena secreta com ela. Ezio e Sofia se casam um pouco antes do filme Assassin's Creed Embers

### Yusuf Tazim
Mestre da Ordem dos Assassinos em Constantinopla.

## Era da Revolução Americana

### Connor Kenway
Também conhecido como Ratonhnhaké:ton (1756-desconhecido), era um assassino ameríndio, um mestiço filho de pai Britânico (Haytham Kenway: pertencente à ordem dos Templários) e mãe Indígena ancestral de Desmond Miles, descendente de Altair Ibn La Ahad.

### Aveline de Grandpré
Uma notória assassina de Nova Orleans, filha de um francês com uma escrava, durante o período da revolução americana.

### Haytham Kenway
Morre para Connor depois de uma luta frenética, Haytham E. Kenway (1725 - 1781), Foi o primeiro Grão-Mestre do Rito Colonial da Ordem dos Templários, reinando de 1754 até sua morte. Filho do pirata assassino Edward Kenway com Tessa Kenway e meio-irmão de Jennifer Scott. Haytham foi convertido à causa dos Templários em uma idade jovem por Reginald Birch, após a morte de seu pai. Depois de ser enviado para as colônias britânicas na América para localizar um suspeito armazém da Primeira Civilização, Haytham permaneceu e estabeleceu uma presença permanente dos Templários organizada nas colônias. Sob sua liderança, o Rito Colonial cresceu exponencialmente principalmente pelas ações de seu pupilo: Shay Cormac, um ex-assassino que se juntou aos templários após perder fé nos credos da ordem, destruindo quase por completo a influencia assassina na região, ao manipular os governos coloniais em todos os níveis; Durante este tempo, ele inconscientemente gerou um filho - Ratonhnhaké:ton - com Kaniehtí:io, uma mulher Kanien'kehá: ka que ele conheceu durante sua busca inicial pelo armazém. Ele é um ancestral de Desmond Miles.

### Achilles Devenport
Aquiles Davenport (1710 - 1781) foi mentor da irmandade colonial dos assassinos de 1746 até 1763. Um homem de ascendência britânica e Caribenha que como líder, viu a irmandade dos Assassinos Colonial fortalecer enormemente. Depois das colônias da ordem dos assassinos terem um feroz contra pelo rito Colonial dos Templários em 1763 pela traição de Shay Cormac, a Irmandade entrou em colapso e se desfez. Vivendo no exílio, em sua mansão, Aquiles abandonou a ideologia de assassino, até seu encontro com o jovem Ratonhnhaké: ton, na qual ele começou a treinar a próprio pedido do garoto. Aquiles passou seus últimos anos orientando Ratonhnhaké: ton, e esta orientação teve papel importante para seu aprendiz na Revolução Americana e o extermínio dos Templários coloniais.

### Shay Patrick Cormac
Shay Patrick Cormac (1731 - desconhecido) foi um Templário e ex-Assassino. Shay é o protagonista dos eventos de Assassin's Creed Rogue e consideravelmente o antagonista principal por seus ações. Shay foi treinado por Achilles Davenport e era um Assassino com futuro promissor. Durante uma missão em Lisboa para recuperar um artefato dos precursores, o artefato causou um imenso terremoto em Lisboa, causando imensa destruição à cidade. Achilles já sabia desses artefatos e que eles mantinham a estabilidade no mundo, e a partir disso, Shay perdeu a esperança no Credo, traindo Achilles e se juntando aos Templários, liderados por Haytham Kenway. Shay ajudou os Templários à ascender completamente ao poder da América do Norte durante a Guerra dos Sete Anos. No final do jogo é revelado que Shay foi responsável pela morte de Charles Dorian, pai de Arno Dorian, protagonista de Assassin's Creed Unity.
Shay não faz mais aparições na franquia Assassin's Creed, embora sua roupa de Templário seja desbloqueável para usar nos personagens dos jogadores em títulos subsequentes. Shay é referenciado no romance de 2016 Assassin's Creed: Last Descendants através de seu neto Cudgel Cormac, um caçador profissional de Assassinos que continuou o legado de seu avô na proteção da causa dos Templários durante a Guerra Civil Americana.

## Era Vitoriana

### Nikolai Orelov
Nikolai Andreievich Orelov (Desconhecido - 1928) foi um membro da Irmandade dos Assassinos da Rússia durante o final do século XIX e início do século XX. Nikolai esteve envolvido em eventos como o desastre de trem Borki e a explosão de Tunguska, além de liderar a caça pela relíquia do Éden da família real russa. Ele também é o bisavô de Daniel Cross, um indivíduo perturbado e problemático que viria a causar a queda parcial da Ordem dos Assassinos algumas gerações mais tarde.

### Arno Dorian
Arno Victor Dorian, foi um Assassino franco-austríaco durante a época da Revolução Francesa. Em sua infância, enquanto explorava o Palácio de Versalhes, testemunha o assassinato de seu pai, assassinado por Shay Cormac, um ex-assassino Norte Americano que acabou por se tornar Templário, a fim de roubar a caixa precursora que havia sido protegida por Charles Dorian. Após esse trágico evento, Arno é adotado por François de La Serre, Grão-Mestre Templário da França, onde cresce ao lado de sua futura amante Elise de La Serre. Após alguns anos depois ele descobre que Elise estará de volta a França em uma festa privada e decide ir vê-la, onde presencia o Assassinato de François de La Serre e é acusado injustamente de ser o culpado de sua morte, sentenciado e preso na Bastilha conhece um Assassino e um antigo amigo de seu pai, Pierre Belec, e então revela à Arno sua linhagem de Assassinos após reconhecer o relógio de Charles Dorian e por perceber que Arno possui a Visão de Águia, após meses de treinamento se dá o início do evento da Queda da Bastilha, onde Pierre e Arno aproveitam da oportunidade e fogem da prisão. Após escaparem, Pierre o aconselha a procurar os Assassinos e o entrega uma espécie de mecanismo em forma de medalhão que lhe da acesso a câmara secreta dos Assassinos, motivado por descobrir e vingar a morte de François de La Serre, ele se encontra com Elise, onde esta se revela uma Templária, e então decide ingressar na Ordem dos Assassinos, onde renasce como um Assassino e se inicia um romance proibido entre uma Templária e um Assassino, e a sua busca for vingança e descobrir a trama por trás do assassinato de François de La Serre

## Era Colonial

### Anne Bonny
Anne Bonny (8 de março de 1702 - 22 de abril 1782) foi uma pirata irlandesa nascido em Kingsale, Irlanda no início do século XVIII.

### Benjamin Hornigold
Benjamin Hornigold (Desconhecido-1719) Pirata de Origem inglesa, membro da Ordem dos Templários. Além dessas características foi um dos fundadores da república pirata em Nassau, que traiu seus amigos e foi para ordem dos templários.

### Calico Jack
Jack Rackham (27 de Dezembro de 1682 – 18 de Novembro de 1720) Mais comumente chamado de Calico Jack, foi um pirata e capitão que navegou pelas Índias Ocidentais durante a Era de Ouro da Pirataria.

### Charles Vane
Charles Vane (1680 - 1721) Foi um capitão Inglês, que possuía a fama de pirata. Navegou pelo Mar das Caraíbas de 1716 até 1719.

### Edward James Kenway
Também conhecido como Capitão Kenway (1693-1735), foi um corsário, pirata e membro da Ordem dos Assassinos, ativo em torno do Caribe durante o início do século XVIII (na Era de ouro da pirataria). Ele é o pai de Haytham Kenway e avô de Ratonhnhaké:ton.
Ele tem uma personalidade áspera e um pouco gananciosa. Nasceu em 10 de março de 1693 em Swansea (País de Gales) e seu pai era Bernard Kenway e sua mãe era Linette Hopkins. Ele se casou com uma mulher chamada Caroline Scott, a qual o deixou devido à sua obsessão em obter riqueza.
Ele não era originalmente um assassino, porém, quando um corsário galês foi até um compromisso com seu navio, o HMS Intrigue que estava levando o assassino Duncan Walpole para Havana, Cuba, a tripulação de Edward atacou-o em uma tempestade. Edward e sua equipe conseguiram afundar o HMS Intrigue depois de ter sido enfraquecido por relâmpagos. No entanto, Duncan consegue embarcar no navio de Edward e matar alguns membros de sua tripulação, mas, a pólvora do navio explode, destruindo-o. Tanto Edward quanto Walpole conseguem sobreviver, embora Walpole tenha ficado bastante ferido. Precisando chegar à Havana, Walpole tenta recorrer à ajuda de Edward, mas, o temperamento ganancioso deste o faz ameaçar Walpole, fazendo-o correr para dentro da selva de Cabo Bonavista, com Edward correndo atrás dele. Edward encontra Walpole e os dois se enfrentam, com Edward matando o assassino ferido. Edward decide personificar a identidade de Walpole para enganar os contatos deste a fim de tentar enganá-los, sem saber que Walpole, em seu caminho, havia desertado a Irmandade dos Assassinos para se tornar um Templário para o fim de aprender a localização do Observatório que guarda uma relíquia que possui o poder de localizar qualquer ser humano no planeta, um poder que os Templários têm. Edward também desenvolve o desejo de encontrá-lo, esperando que a tal relíquia possa dar-lhe a riqueza que ele sonha. Apesar de não ser um assassino treinado, sua vida como um pirata fez dele ágil e um lutador capaz. Um dos Templários, Julien Du Casse, presenteia-o com um par de lâminas ocultas tomadas a partir de um assassino caído. Ele também possui a "Eagle Vision", sexto sentido que está presente nos descendentes de sua linhagem, como seu filho e neto, o que é bastante útil para encontrar o tesouro; após, aprende com James Kidd (Mary Read disfarçada como o filho bastardo do pirata William Kidd) a chave para resolver o enigma Maia, que lhe permite obter mais Pedras Maias. Embora ele ajude os Templários na primeira metade de Assassin's Creed IV: Black Flag fingindo ser Walpole e até matando vários assassinos, ele não tem lealdade a eles ou à sua causa. Eventualmente, os Templários descobrem a verdade sobre seu golpe e, apesar de Edward os ter ajudado, eles o prendem a bordo de um navio do tesouro espanhol. Ele escapa com a ajuda de outro prisioneiro, Adewale, um ex-escravo que virou pirata. Juntos, eles libertam os outros prisioneiros e conseguem roubar um navio da classe brigue. Voltando à pirataria, Edward se torna o capitão do navio roubado e o nomeia como "O Gralha", pois, ele tinha um pássaro quando criança desta espécie, sendo que Adewale decide se tornar imediato do "Gralha" e de Kenway. Tentado pela riqueza que ele pode ganhar por encontrar o Observatório e por qualquer outra coisa de valor que ele pode encontrar ao longo do caminho, Edward sai à procura do misterioso homem conhecido como "sábio", o qual diz saber a localização do Observatório. Depois de matar Julien De Casse, Kenway toma posse da ilha de Great Inagua (Grande Inagua) e a faz como seu esconderijo, tornando-se a base do Gralha e toma a mansão de Du Casse como sua própria casa. Kenway sai à procura do Observatório por todo o Caribe, fazendo amizades e inimigos e se tornando um pirata famoso, marcante em sua época. Trabalha ainda com piratas de renome como Edward "Barba Negra" Tatch, Charles Vane, John Rackham, Anne Bonny, Mary Read, Stede Bonnet, Bartholomew "Black Bart" Roberts. Foi traído por alguns destes que depois foram assassinados por ele, como os casos de Vane, Rackham e Roberts; porém, outros foram fiéis e ajudaram Kenway, como Bonnet, Barba Negra, Read e Anne Bonny.

### Edward Thatch
Edward Thatch (1680 - 1718), também conhecido como Capitão Barba Negra, era um infame e temido capitão pirata inglês que navegou pelas Índias Ocidentais (Mar do Caribe) e as colônias americanas no início do século XVIII, a bordo de seu navio denomminado "The Revenge of Queen Anne" (A Vingança da Rainha Anne).

### Adewalé
Ex-imediato de Edward Kenway, era um escravo preso em um navio de prisioneiros onde, curiosamente, também estava preso Edward. Após uma forte tempestade, a dupla se liberta e ataca o navio, conquistando-o, Edward se torna o capitão do navio e o apelida de "O Gralha", com Adewale se tornando seu imediato, por boa parte de Assassin's Creed IV: Black Flag
Na DLC Cry for Freedom, Adewale acorda naufragado numa praia do Haiti (que na época era colônia francesa) é confundido com um escravo e levado à um engenho de açúcar, lá descobre que há uma Ordem dos Templários liderada por François Mackandal, um ex-escravo e ex-assassino que traiu e destruiu o Credo e se tornou Templário (Lembrando a história de Shay Patrick Corman, Protagonista de Rogue), Adewale organiza uma fuga em massa do engenho, destruindo-o e matando alguns homens brancos no processo, marcando o inicio da Revolução Haitiana.
Com a ajuda dos fugitivos, Adewale reconstrói o Credo dos Assassinos e persegue os Templários liderados por Mackandal, Adewale o mata e toma seu navio, o Experto Crede e liberta o Haiti da supremacia branca e dos Templários.
Em Assasin's Creed: Rogue, Adewale é um dos antagonistas morto por Shay Cormac.